# Saison 2 de Kaamelott
Chronologie
Livre I Livre III
Cet article présente le guide du Livre II, soit la deuxième saison de la série télévisée Kaamelott.
Le Livre II a été diffusé entre le 2 mai 2005 et le 7 octobre 2005 pour les 88 premiers épisodes. Les douze derniers épisodes (numéros 89 à 100) ont été tournés en même temps que le Livre III, ce qui explique une interruption de deux mois entre la diffusion des épisodes 88 et 89. Les trois derniers épisodes, notamment, font office de transition avec le Livre III au niveau des décors et du physique des acteurs (coupes de cheveux différentes). Ces douze épisodes ont été diffusés à la fin du mois de décembre 2005, en prélude au Livre III.
Le Livre II, à la manière du Livre I, ne possède pas d’histoire de fond qui lui est propre, mais commence à donner un mouvement chronologique à la série en faisant référence à des épisodes du premier livre. Néanmoins, Alexandre Astier a révélé que des éléments concernant la fin de la série se trouvaient dans ce livre. Le Livre II marque une introduction au Livre III en cela que les premiers désaccords et les premières tensions se font ressentir entre Arthur et Lancelot (Les Classes de Bohort, Le Rebelle, L’Anniversaire de Guenièvre, Les Parchemins magiques…).
Les épisodes sont présentés dans l’ordre de la liste du DVD Kaamelott Livre II : L’intégrale.

## Épisode 1:Spangenhelm
- France : M6

## Épisode 2:Les Alchimistes
- France : M6

## Épisode 3:Le Dialogue de Paix
- France : M6

## Épisode 4:Le Portrait
- France : M6

## Épisode 5:Silbury Hill
- France : M6

## Épisode 6:Le Reclassement
- France : M6

- Bruno Salomone (Caius Camilus)

## Épisode 7:Le Rassemblement du Corbeau
- France : M6

## Épisode 8:Les Volontaires II
- France : M6

## Épisode 9:Le Terroriste
- France : M6

- Bernard Le Coq (Fearmac)

## Épisode 10:La Chambre
- France : M6

## Épisode 11:Le Message Codé
- France : M6

## Épisode 12:La Délégation Maure
- France : M6

## Épisode 13:L’Enlèvement de Guenièvre
- France : M6

## Épisode 14:Les Classes de Bohort
- France : M6

## Épisode 15:Le Monde d’Arthur
- France : M6

## Épisode 16:Les Tuteurs
- France : M6

## Épisode 17:Les Jumelles du Pêcheur
- France : M6

## Épisode 18:Sept Cent Quarante-Quatre
- France : M6

## Épisode 19:L’Absolution
- France : M6

- Élie Semoun (le Répurgateur)

## Épisode 20:Les Misanthropes
- France : M6

## Épisode 21:La Cassette
- France : M6

## Épisode 22:Plus Près de Toi
- France : M6

## Épisode 23:La Révolte
- France : M6

## Épisode 24:Sous les Verrous
- France : M6

## Épisode 25:Séli et les Rongeurs
- France : M6

## Épisode 26:Un Roi à la Taverne II
- France : M6

## Épisode 27:L’Ancien Temps
- France : M6

## Épisode 28:Le Passage Secret
- France : M6

## Épisode 29:Les Mauvaises Graines
- France : M6

## Épisode 30:La Garde Royale
- France : M6

## Épisode 31:L’Ivresse
- France : M6

## Épisode 32:Mater Dixit
- France : M6

C'est l'hiver et Arthur est malade en pleine campagne militaire. Sa mère Ygerne vient lui apporter personnellement de quoi le soigner, mais Arthur fait l'enfant. Elle lui annonce que son adversaire, ancien camarade de jeu et malade lui aussi, a fait une trêve (par l'intermédiaire de sa propre mère) pour se soigner. Mais elle empêche Arthur d'aller voir ses hommes sans avoir revêtu plusieurs fourrures.

## Épisode 33:Spiritueux
- France : M6

## Épisode 34:La Ronde
- France : M6

## Épisode 35:Merlin l'Archaïque
- France : M6

## Épisode 36:Les Exploités
- France : M6

## Épisode 37:L’Escorte II
- France : M6

## Épisode 38:Le Larcin
- France : M6

## Épisode 39:La Rencontre
- France : M6

## Épisode 40:Les Pigeons
- France : M6

## Épisode 41:O'Brother
- France : M6

## Épisode 42:La Fête du Printemps
- France : M6

## Épisode 43:La Voix Céleste
- France : M6

## Épisode 44:L’Invincible
- France : M6

## Épisode 45:Amen
- France : M6

## Épisode 46:Le Cadeau
- France : M6

## Épisode 47:Le Complot
- France : M6

## Épisode 48:La Vigilance d’Arthur
- France : M6

## Épisode 49:Les Chiens de Guerre
- France : M6

## Épisode 50:Always
Pour les articles homonymes, voir Always.
- France : M6

## Épisode 51:Arthur in Love
- France : M6

## Épisode 52:Excalibur et le Destin
- France : M6

## Épisode 53:L’Absent
- France : M6

## Épisode 54:The Game
- France : M6

## Épisode 55:La Quinte Juste
- France : M6

## Épisode 56:La Fumée Blanche
- France : M6

## Épisode 57:Unagi II
- France : M6

## Épisode 58:La Joute Ancillaire[1]
- France : M6

## Épisode 59:Le Donneur
- France : M6

## Épisode 60:Le Jeu du Caillou
- France : M6

## Épisode 61:L’Alliance
- France : M6

## Épisode 62:Le Secret d'Arthur
- France : M6

## Épisode 63:Aux Yeux de Tous
- France : M6

## Épisode 64:Immaculé Karadoc
- France : M6

## Épisode 65:La Morsure du Dace
- France : M6

## Épisode 66:Les Neiges Éternelles
- France : M6

## Épisode 67:Des Hommes d'Honneur
- France : M6

## Épisode 68:Stargate
- France : M6

## Épisode 69:Feue[2]la vache de Roparzh
- France : M6

## Épisode 70:Les Vœux
- France : M6

## Épisode 71:Le Pédagogue
- France : M6

## Épisode 72:Perceval et le Contre-Sirop
- France : M6

## Épisode 73:L’Oubli
- France : M6

## Épisode 74:L’Ambition
- France : M6

## Épisode 75:Le Poème
- France : M6

## Épisode 76:Corpore Sano
- France : M6

## Épisode 77:Le Havre de Paix
- France : M6

## Épisode 78:L’Anniversaire de Guenièvre
- France : M6

## Épisode 79:La Botte Secrète II
- France : M6

## Épisode 80:Les Parchemins Magiques
- France : M6

## Épisode 81:L’Enragé
- France : M6

## Épisode 82:Trois Cent Soixante Degrés
- France : M6

## Épisode 83:Pupi
- France : M6

## Épisode 84:Vox Populi II
- France : M6

## Épisode 85:Le Rebelle
- France : M6

## Épisode 86:Les Félicitations
- France : M6

## Épisode 87:Les Paris
- France : M6

## Épisode 88:Les Esclaves
- France : M6

## Épisode 89:Les Drapeaux
- France : M6

- Bruno Solo (le porte-drapeau)

## Épisode 90:Le Guet
- France : M6

## Épisode 91:Le Sort Perdu
- France : M6

## Épisode 92:La Restriction
- France : M6

## Épisode 93:La Corde
- France : M6

## Épisode 94:Le Tourment II
- France : M6

## Épisode 95:Le Plat National
- France : M6

## Épisode 96:Le Temps des Secrets
- France : M6

## Épisode 97:La Conscience d'Arthur
- France : M6

## Épisode 98:La Frange Romaine
- France : M6

## Épisode 99:L’Orateur
- France : M6

## Épisode 100:Les Comptes
- France : M6